# Красносельское (Херсонская область)
Красносельское (укр. Красносільське) — село в Борозенской сельской общине Бериславского района Херсонской области Украины.
Почтовый индекс — 74142. Телефонный код — 5532. Код КОАТУУ — 6520984804.

## Население
Население по переписи 2001 года составляло 164 человека.

### Языковой состав
Родной язык населения по данным переписи 2001 года:
| Язык       | Численность, чел. | Доля     |
| ---------- | ----------------- | -------- |
| Украинский | 158               | 96,34 %  |
| Молдавский | 4                 | 2,44 %   |
| Русский    | 2                 | 1,22 %   |
| Итого      | 164               | 100,00 % |

## Местный совет
74142, Херсонская обл., Великоалександровский р-н, с. Чаривное, ул. Победы